# Norman Borrett
Norman Francis Borrett (Londra, 1º ottobre 1917 – Colchester, 10 dicembre 2004) è stato un hockeista su prato britannico.

## Palmarès
- Giochi olimpici

Londra 1948: argento.